# Platinum & Gold Collection
| Оценки критиков               | Оценки критиков |
| Источник                      | Оценка          |
| ----------------------------- | --------------- |
| AllMusic                      | [ 1 ]           |
| The Rolling Stone Album Guide | [ 2 ]           |

Platinum & Gold Collection (с англ. — «Платиновая и золотая коллекция») — альбом-компиляция шведской поп-группы «Ace of Base», вышедший в 2003 году. Диск представляет собой сборник лучших хитов группы. Альбом выпущен в США.

## Список композиций альбома
1. «The Sign» [Track Error]
2. «Cruel Summer» [Cutfather & Joe Mix]
3. «Don’t Turn Around»
4. «Lucky Love» (Original Version)
5. «All That She Wants»
6. «Everytime It Rains» (Metro Radio Mix)
7. «Whenever You’re Near Me»
8. «Living In Danger» (D-House Radio Mix)
9. «Happy Nation» [Radio Edit]
10. «Wheel of Fortune»
11. «Never Gonna Say I’m Sorry»
12. «Beautiful Life»